# Laurence Juber
Pour les articles homonymes, voir Laurence.
Laurence Juber (Londres, 12 novembre 1952) est un guitariste, compositeur et producteur. Il a été membre des Wings.

## Biographie
Laurence Juber est né et a grandi à Londres. Il a fait ses études et a obtenu son diplôme de musique au Goldsmith College de Londres où il a élargi ses horizons, notamment en apprenant à jouer du luth.
Il a joué à ses débuts comme soliste dans un orchestre de jazz. Il a commencé à jouer de la guitare la semaine ou I Wanna Hold Your Hand des Beatles a été publié. 
Il débute sur une guitare acoustique bon marché en apprenant de manière traditionnelle, par la lecture de notes. Il a commencé à gagner de l'argent en jouant de la guitare à 13 ans, et a commencé à étudier la guitare classique à l'âge de 15 ans. Captivé par les sonorités de la deuxième moitié des années-60, il devient un guitariste de session dans les studios de musique londoniens.  Son premier projet avec le producteur George Martin est un album pour Cleo Laine.

## Avec les Wings
Son premier groupe est Afterglow, formé en 1965. Ils ont enregistré un album en 1968. En 1978, Juber a abandonné une carrière lucrative de studio et très réussi lorsqu'il intègre les Wings à la suite du départ de Jimmy McCulloch qui a rejoint le groupe Small Faces.
Il a joué sur les enregistrements de Back to the Egg et durant la tournée subséquente. De ces séances, il a obtenu son premier prix Grammy en remportant le Best Rock Instrumental en 1980 pour son arrangement de guitare sur le titre Rockestra Theme. Il a été co-crédité sur la pochette de l'album. Son premier album solo "Standard Time" date de cette époque (uniquement publié sur le vinyle). Ses Ex-collègues, Paul McCartney et Denny Laine ont joué sur cet album. Il restera avec les Wings jusqu'à la séparation du groupe en avril 1981.
En 1981, À New York, il rencontre sa future femme, Hope, et bientôt déménage en Californie. Il a ensuite repris son travail en tant que musicien de studio et joue de la guitare pour plusieurs émissions de télévision, et pour des films, le plus célèbre sur le thème de James Bond pour le film L'espion qui m'aimait.

## En solo
Dans les années 1990, il se lance dans une carrière solo avec un franc succès aux États-Unis. En 1990, il sort son deuxième album solo Solo Flight. En 2000, Juber publie LJ Plays the Beatles et en 2003, le guitariste a été encensé par la critique. Ayant été élu « guitariste de l'année » par les lecteurs du magazine Guitar Fingerstyle ainsi que l'un des meilleurs joueurs acoustique de tous les temps par le magazine Guitare acoustique, Juber est un ambassadeur de son instrument ainsi que de sa propre musique. Il a publié dix-neuf CD acclamés par la critique à ce jour, et a obtenu un deuxième Grammy pour le meilleur Instrumental Pop pour son arrangement pour guitare solo du thème "La panthère rose" sur le CD de Henry Mancini. Laurence Juber a également publié une série de CD pédagogiques qui enseignent la théorie musicale de base et les techniques de disposition pour les guitaristes.
En plus de ses propres disques et de ses concerts, Laurence Juber a produit et joué sur les albums de Al Stewart Between the Wars (1995), Down in the Cellar (2000), A Beach Full of Shells (2005) et Sparks of Ancient Light (2008), et joue occasionnellement avec lui.

## Discographie
- 1982: Standard Time
- 1990: Solo Flight
- 1993: Naked Guitar
- 1995: LJ (Remastered and reissued in 2002)
- 1997: Winter Guitar
- 1997: Groovemasters
- 1998: Mosaic
- 1999: Altered Reality
- 2000: LJ Plays the Beatles
- 2000: The Collection
- 2001: Different Times
- 2003: Guitarist
- 2004: Henry Mancini: Pink Guitar (2005 Grammy Award-winning compilation of Henry Mancini songs, compilation)
- 2005: One Wing
- 2006: I've Got the World On Six Strings
- 2007: PCH
- 2008: Pop Goes Guitar
- 2009: Wooden Horses
- 2010: LJ Plays the Beatles Vol 2.

## Vidéographie
- Acoustic Guitar Essentials Vol 1
- The Guitarist Anthology
- AIX All Stars - Surrounded by Christmas
- Guitar Noir
- Exploring DADGAD Guitar
- Live In Concert
- All Star Guitar Night
- Adventures In Fingerstyle Guitar Vol 1
- Adventures In Fingerstyle Guitar Vol 2